# Barthélémy d'Espinchal de Massiac
Pour les articles homonymes, voir Massiac (homonymie).
Barthélémy d'Espinchal de Massiac (1626-1700) est un négociant français, trafiquant et marchand d'esclaves en Angola et en Amérique du Sud. Ingénieur du roi à Brest, puis ingénieur du roi de Portugal (1666-1676, il œuvre à son retour en France à la construction du Grand Canal à Versailles. Fait chevalier de l'Ordre du Christ, il s'établit à Paris, dans la paroisse de Saint-Sulpice en 1681.
Il est le père de Claude Louis d'Espinchal, marquis de Massiac.

## Éléments biographiques
Après quatre années passées en Guinée portugaise et huit en Angola, Massiac quitte l'Afrique pour l'Amérique du Sud à bord d'un négrier hollandais, avec un chargement de 800 esclaves achetés à Luanda qu'il compte revendre en Argentine, pour racheter des cuirs à revendre en Europe. Grugé par ses associés et contraint de renoncer à son trafic, il s'installe comme tenancier de bar à Buenos-Aires et voyage en Argentine et au Chili jusqu'en 1663.
De retour en Europe, il rédige à Lisbonne, en 1669,  un manuscrit intitulé Le voyage de M. de Massiac en Amérique du Sud au XVIIe siècle.